# 陳迪 (宣城)
陳廸（？年—1402年），字景道，京師寧國府宣城縣（今屬安徽省宣城市）人。明朝政治人物。

## 生平
以通經薦，歷官侍講。洪武二十四年（1391年），出京任山東布政司左參政，教民捕蝗緝盜，甚有德政。二十八年（1395年），擢雲南右布政使。三十一年（1398年），任禮部尚書。建文二年（1400年）以禮部尚書知貢舉。三年（1401年）加太子少保。
建文四年（1402年）靖难之役中因反对朱棣篡位，被诬为“奸党”，陳迪，陈凤山、陈丹山等六子俱遭朱棣命人磔刑慘死，朱棣命把陳迪兒子的耳朵割下來炒熟，塞到陳尚書嘴裡，問他好不好吃，陳迪說，“忠臣兒子的肉，香美無比”。親屬一百八十餘人，廷杖后貶竄遠地。家奴侯来保收葬之。妻子管氏被缢死。幼子陈珠时年才五个月，免于一死。成化年间，宁国知府涂观建祠堂祭祀陈迪。
瞿景淳稱：“嗟嗟陈公，宏毅方正。早识高皇，晚承顾命。公之受命，罔择险夷。事之不济，以身殉之。公身虽死，公神在天。激为风霆，凝为山川。公之死节，岂以为名。特报知遇，庶毕生平。大哉。”
南明弘光元年（1645年）追贈太保。
其裔孫陳鼎為弘治年間進士。

### 腳註
1. ↑  《明史》（卷141）：“陳迪，字景道，宣城人。祖宥賢，明初，從征有功，世撫州守禦百戶，因家焉。迪倜儻有志操。辟府學訓導，為郡草《賀萬壽表》。太祖異之。久之，以通經薦，歷官侍講。出為山東左參政，多惠政。丁內艱。起復，除雲南右布政使。普定、曲靖、烏撒、烏蒙諸蠻煽亂，迪率士兵擊破之，賜金幣。”
2. ↑  《明史》（卷141）：“燕王即帝位，召迪責問，抗聲不屈。命與子鳳山、丹山等六人磔於市。既死，人於衣帶中得詩及《五噫歌》，辭意悲烈。蒼頭侯來保拾其遺骸歸葬。妻管縊死。幼子珠生五月，乳母潛置溝中，得免。八歲，為怨家所訐。成祖宥其死，戍撫寧。尋徙登州，為蓬萊人。洪熙初，赦還鄉，給田產。成化中，寧國知府塗觀建祠祀迪。”
3. ↑  瞿景淳，《瞿昆湖太史赞》

### 書籍
- 《明史》卷一百四十一
- 《國朝列卿紀》卷三十九
- 《罪惟錄列傳》卷十二上
- 《國朝獻徵錄》卷三十三

| 官衔        | 官衔                       | 官衔          |
| ----------- | -------------------------- | ------------- |
| 前任： 鄭沂 | 明朝禮部尚書 1398年-1402年 | 繼任： 李至剛 |